# Филиппины
Филиппи́ны (англ. The Philippines [ðəˈfɪlɪpiːnz] прослушатьо файле; таг. Pilipinas [ˌpɪlɪˈpinɐs]), официальное название — Респу́блика Филиппи́ны (англ. Republic of the Philippines [rɪˈpʌblɪk ɒv ðiː ˈfɪlɪpiːnz], таг. Republika ng Pilipinas [reˈpublika ŋ ˌpɪlɪˈpinɐs]) — островное государство в Юго-Восточной Азии. Население, по оценке на 2024 год, составляет 114 163 719 человек (прирост — 2 % в год), плотность населения составляет 337 человек на 1 км², территория — 299 764 км². Занимают 13-е место в мире по численности населения и 72-е по территории.
Столица — Манила, крупнейший город — Кесон-Сити. Официальные языки — английский и филиппинский (тагальский).
Унитарное государство, президентская республика. С 30 июня 2022 года пост президента занимает Бонгбонг Маркос, вице-президента — Сара Дутерте. Подразделяется на 81 провинцию.
Филиппины расположены в западной части Тихого океана между Индонезией и Тайванем и включают в себя 7107 островов. Острова разделяются на три группы: Лусон, Висайские острова и Минданао.
Бо́льшая часть верующих исповедует католицизм.
Индустриальная страна с динамично развивающейся экономикой. Объём ВВП за 2024 год составил 471,516 миллиарда долларов США (около 4130 долларов США на душу населения). Денежная единица — филиппинское песо.
Независимость страны от Испании, в составе которой Филиппины находились в течение 1521—1898 годов, была провозглашена 12 июня 1898 года, после чего, в соответствии с Парижским мирным договором 1898 года, острова стали частью США, полную независимость от которых получили 4 июля 1946 года.

## Этимология
Филиппины были названы в честь короля Испании Филиппа II (1527—1598). Испанский исследователь Руи Лопес де Вильялобос во время своей экспедиции в 1542 году назвал остров «Филиппины Лейте и Самар» (исп. Leyte y Samar Felipinas) в честь тогдашнего принца Астурийского. В дальнейшем название «Филиппинские острова» используется для названия всего архипелага. До этого их называли «Западными островами» (исп. Islas del Poniente) или названием, которое дал им Магеллан, — «Сан-Ласаро».
Название архипелага меняли в течение истории несколько раз. Во время революции на Филиппинах конгресс провозгласил территорию «Республикой Филиппины» («República Filipina» или «Philippine Republic»). Со времени победы США в Филиппино-американской войне (1899—1902) и до провозглашения независимости территорию называли «Филиппинские острова» (англ. Philippine Islands). Со времён Парижского договора 1898 года архипелаг называли «Филиппины» (англ. Philippines). Со времени окончания Второй мировой войны официальным названием архипелага является «Республика Филиппины» (филипп. Republika ng Pilipinas).

## Физико-географическая характеристика

Филиппинские острова

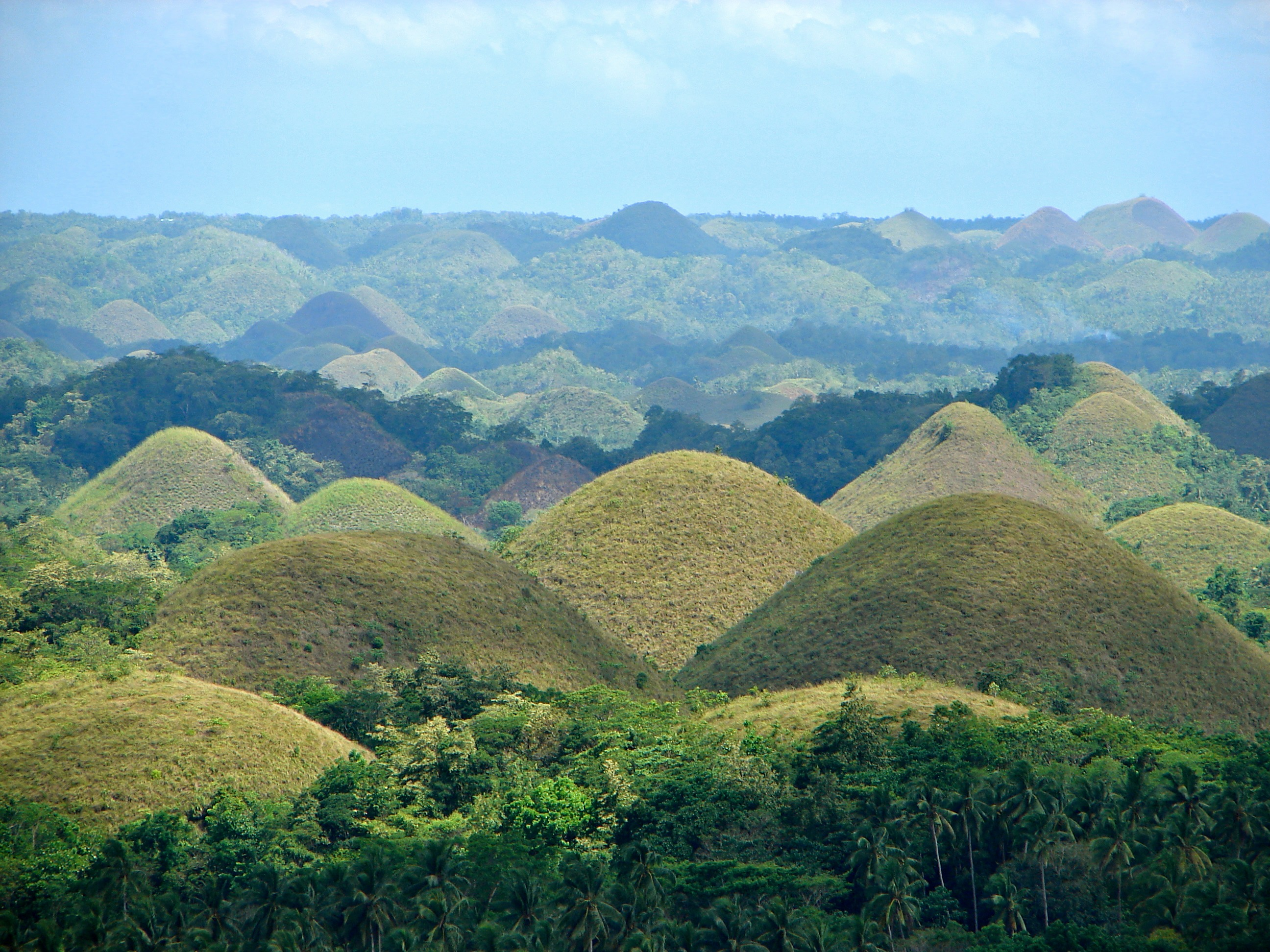
Шоколадные холмы

### Географическое положение
Государство Филиппины занимает Филиппинские острова, являющиеся частью Малайского архипелага. Самые крупные из более чем 7100 островов, принадлежащих Филиппинам: Лусон, Минданао, Самар, Панай, Палаван, Негрос, Миндоро, Лейте, Бохоль, Себу. Протяжённость Филиппинского архипелага с севера на юг составляет около 2000 км, с запада на восток — 900 км. На западе острова омываются Южно-Китайским морем, на востоке — Филиппинским морем, на юге — морем Сулавеси, на севере Филиппинские острова отделяет от острова Тайвань пролив Баши. Самая северная точка Филиппинских островов — острова Батанес. Самая южная — остров Сибуту. Самая западная — остров Балабак, а самая восточная — остров Минданао. Длина береговой линии 36,3 тыс. км. Общая площадь островов — 299,7 тыс. км².
Рельеф островов составляют главным образом горы, самая высокая из которых — вулкан Апо (2954 м) — расположен на острове Минданао. Горные хребты — вулканического происхождения, так как архипелаг находится на стыке материковой и океанической литосферных плит и входит в Тихоокеанское огненное кольцо, отличающееся повышенной сейсмичностью и вулканизмом. Глубоководные желоба и вулканические острова — отличительная черта Филиппин. У побережья острова Минданао проходит Филиппинский жёлоб глубиной до 10 830 м — один из глубочайших в Мировом океане.

### Климат
Филиппины имеют тропический морской климат, жаркий и влажный. Год разделяется здесь на три периода: таг-инит или таг-арав — жаркая, сухая пора (лето), которая длится с марта по май, таг-улан — период дождей, который длится с июня по ноябрь, и таг-ламиг — холодная сухая пора, которая длится с декабря по февраль. С мая по октябрь здесь царит юго-западный муссон, который называют «хабагат», с ноября по апрель здесь царит «амихан» — северо-восточный сухой муссон. Температура обычно варьирует от 21 °C до 32 °C, однако она может и выходить за эти пределы на короткое время. Самым холодным месяцем здесь является январь, а самым жарким — май.
Средняя годовая температура здесь 26,6 °C. Температура не очень сильно варьирует в зависимости от местности. Будь то южная часть островов, северная или восточная — температура там примерно одинакова. Большее влияние на погоду оказывает расположение местности по отношению к уровню моря. Средняя годовая температура в Багио (фил. Lungsod ng Baguio), который находится на высоте 1500 метров над уровнем моря, — примерно 18,3 °C, что делает это место очень популярным.
Исторически тайфуны на Филиппинах также именовались «baguio» (таг. Bagyo sa Pilipinas). С июля по октябрь здесь идут дожди из-за присутствия здесь в это время пояса тайфунов. Количество годовых осадков варьирует от 5000 мм в год для открытой местности, как, например, восточное побережье, до 1000 мм в год для покрытых растительностью долин. Самый влажный циклон в архипелаге был в июле 1911 года, когда за один день здесь выпало 1168 мм осадков.
На северные районы страны часто обрушиваются тайфуны, возможны цунами.

### Растительный и животный мир

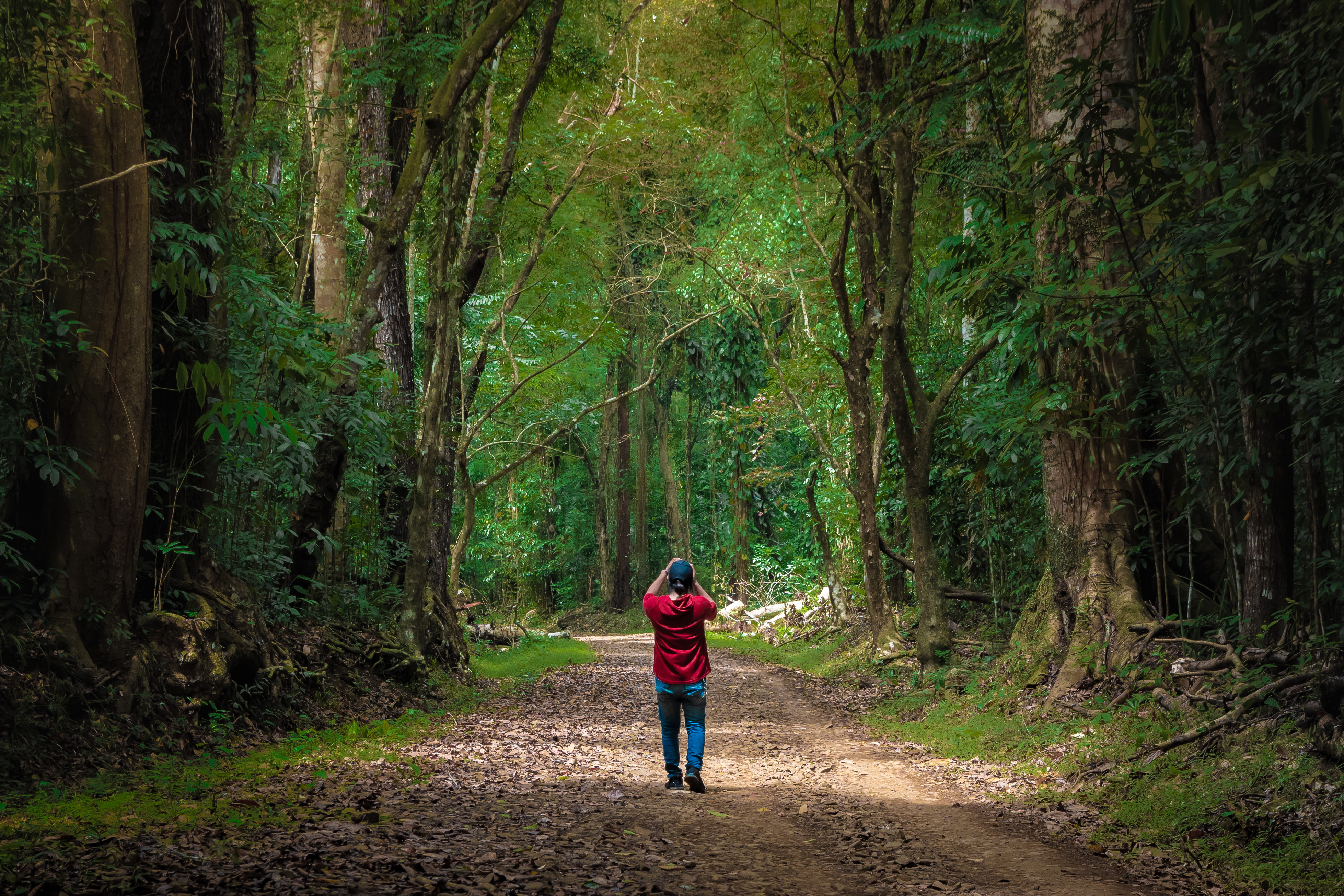
Тропический лес на Филиппинах

Около половины территории Филиппин покрыто влажными тропическими лесами, в которых преобладают пальмы, каучуконосы, баньян, апитонг, майяпис, лауан, часто встречаются бамбук, орхидеи, корица. На высоте свыше 1200 м над уровнем моря произрастают кустарники и находятся луга.
Среди животных, обитающих на Филиппинских островах, чаще других встречаются олень, мангуст, дикий кабан. Для фауны страны характерно большое разнообразие видов птиц и рептилий. В прибрежных водах водится много видов рыб и моллюсков, среди последних особенно примечательны жемчужницы — моллюски, способные образовывать жемчуг.

## Государственное устройство и политика
В соответствии с Конституцией 1987 года Филиппины являются президентской республикой с двухпалатным парламентом и независимой судебной системой. Глава государства — президент, избираемый путём прямых всеобщих выборов на 6-летний срок без права продления или повторного выдвижения. Президент возглавляет кабинет министров (правительство) и является главнокомандующим вооружёнными силами.
Высший орган законодательной власти в стране — Конгресс, состоящий из двух палат: Сената Филиппин (24 места) и Палаты представителей Филиппин (316 мест). Сенаторы избираются на 6-летний срок (по 12 человек попеременно каждые три года, но не более двух сроков подряд), члены Палаты представителей — на три года (не более трёх сроков подряд).

### Министерства
- Министерство аграрной реформы Филиппин
- Министерство бюджета и управления Филиппин
- Министерство внутренних дел и местного самоуправления Филиппин
- Министерство иностранных дел Филиппин
- Министерство науки и технологий Филиппин
- Министерство национальной обороны Филиппин
- Министерство общественных работ и автомобильных дорог Филиппин
- Министерство социального обеспечения и развития Филиппин
- Министерство торговли и промышленности Филиппин
- Министерство труда и занятости Филиппин
- Министерство энергетики Филиппин

### Политические партии
Основные партии по итогам выборов в мае 2007 года:
- Лакас/Кампи/Христианские и мусульманские демократы — центристская, 4 сенатора, 142 депутата
- Националистическая народная коалиция — центристская, 2 сенатора, 28 депутатов
- Либеральная партия — левоцентристская, 4 сенатора, 14 депутатов
- Националистическая партия — правая центристская, 3 сенатора, 8 депутатов
- Байан — левая, 7 депутатов
- Демократическая партия/Лабан — левоцентристская, 1 сенатор, 4 депутата
- Пверса Масан — левоцентристская, 2 сенатора, 3 депутата
- Объединённая оппозиция — центристская, 2 сенатора, 3 депутата.

Кроме того, в парламенте представлены ещё несколько партий. Не представленные в парламенте партии — две коммунистические партии (КПФ-1930 и КПФ-1968) и партия зелёных.
Коммунистическая партия Филиппин (1968) имеет с 1969 года вооружённую организацию — Новую народную армию (в начале 1980-х годов — около 25 тыс. бойцов, в 2009 году — около 4 тыс.).
На Филиппинах также действуют исламистские вооружённые группировки — Исламский освободительный фронт моро и Абу Сайяф.

### Международные отношения
Международные отношения Филиппин заключаются в торговле с другими странами и в том, что 11 млн филиппинцев проживает в других странах. Филиппины являются одним из основателей и активным участником Организации Объединённых Наций, Филиппины много раз избирали в Совет Безопасности ООН. Карлос Ромуло одно время являлся председателем Генеральной Ассамблеи ООН. Страна является активным участником Совета по правам человека, также она участвует в миссиях по поддержанию мира, в частности в Восточном Тиморе.
Кроме того, что страна является активным членом ООН, она также является одним из основателей и активным членом Ассоциации государств Юго-Восточной Азии, эта организация была создана в целях укрепления взаимоотношений между странами Юго-Восточной Азии и обеспечения содействия их культурного и экономического развития.
Филиппины высоко ценят свои взаимоотношения с США. Они поддерживали США во время холодной войны и борьбы с терроризмом. Филиппины являются одним из основных союзников НАТО. Филиппины позволили США разместить на своей территории военную базу даже несмотря на то, что раньше страна являлась американской колонией. Япония является одной из стран, которая больше других помогает в развитии Филиппинам. Хотя положение женщин на Филиппинах по-прежнему является не лучшим, последствия Второй мировой войны уже преодолены.
У Филиппин, в целом, отношения с другими странами хорошие. Филиппины высоко ценят поддержку стран с более развитой экономикой, однако и сами поддерживают другие страны, менее экономически развитые. Исторические связи и культурное сходство являются хорошей основой для сотрудничества с Испанией. Хотя условия жизни проживающих за границей филиппинцев не всегда хорошие, и они даже иногда подвергаются дискриминации и насилию, многие филиппинцы работают в других странах.
Так как исчезли угрозы коммунистической революции, былые враждебные отношения Филиппин с Китаем в 1950-х годах значительно улучшились. Во взаимоотношениях с островами Тайвань и Спратли Филиппины по-прежнему ведут себя осторожно, учитывая попытки расширения Китаем своего влияния. В последнее время Филиппины работали по вопросу улучшения экономического сотрудничества со странами Южной Азии и тихоокеанскими соседями.
Филиппины являются активным членом Саммита Южной Азии, Азиатско-Тихоокеанского экономического сотрудничества, группы 24 и движения неприсоединения. Филиппины также стремятся улучшить взаимоотношения с мусульманскими странами путём участия в деятельности Организации исламского сотрудничества.

### Армия и поддержание правопорядка
Задачей вооружённых сил Филиппин является национальная безопасность, они подразделяются на 3 части: ВВС Филиппин, армия Филиппин и ВМС Филиппин (включает морскую пехоту). В армии Филиппин служат добровольно. Гражданскую безопасность контролирует филиппинская национальная полиция, которую контролирует департамент внутренних дел и местное правительство.
В Автономной мусульманской области на острове Минданао деятельность внутренней милиции также контролирует Национально-освободительный фронт Моро. Кроме Национального фронта освобождения Моро на острове Минданао также действуют Коммунистическая новая народная армия и Абу Сайяф, которые занимаются вопросами похищения иностранцев с требованием выкупа. Однако, в последнее время их деятельность сократилась из-за того, что правительство Филиппин стало лучше контролировать гражданскую безопасность. Филиппины на содержание своих вооружённых сил тратят на 1,1 % от ВВП меньше, чем другие страны в этом регионе. В 2014 году на свои вооружённые силы Малайзия и Таиланд потратили 1,5 %, Китай — 2,1 %, Вьетнам — 2,2 % и Южная Корея — 2,6 % от своего ВВП.
Филиппины являются союзником США со времён Второй Мировой Войны. Договор о взаимной военной поддержке был подписан в 1951 году. Филиппины поддерживали Америку во время холодной войны и участвовали в войне во Вьетнаме и Корее. Филиппины были членом теперь уже несуществующей организации СЕАТО, деятельность которой похожа на деятельность НАТО, в неё входили Австралия, Франция, Новая Зеландия, Пакистан, Таиланд, Великобритания и США. Филиппины оказывали поддержку США во время борьбы с террористами в Ираке.

## Административное деление
Основная административная единица Филиппин — провинция. Филиппины делятся на 81 провинцию, объединённые в 18 регионов. Некоторые так называемые «независимые» города юридически не входят в состав провинций. Провинции делятся на муниципалитеты и включённые города. Муниципалитеты делятся на элементарные административные единицы — общины-барангаи.

## История

### Доисторический период
Самые древние останки человека, найденные на архипелаге, датируются 65-м тысячелетием до нашей эры. Останки человека Табун, найденные на острове Палаван, датируются 25-м тысячелетием до нашей эры. Одними из первых жителей архипелага были негритосы, но их первое поселение не может быть на сегодняшний день достоверно датировано.
Существует несколько теорий относительно происхождения первых жителей Филиппин. Теория Ф. Ланда утверждает, что предки филиппинцев имеют местное происхождение. Теория Вильгельма Солхейма «О происхождении предков филиппинцев» также утверждает, что предки современных филиппинцев развились здесь локально между 4800 и 5000 годами до н. э., а не в результате широкомасштабной миграции. Австронезийская теория говорит о том, что на острова пришли малайо-полинезийцы с острова Тайваня примерно 4000 лет до н. э. и постепенно вытесняли местное население.
Наиболее широко распространённой теорией, основанной на лингвистических и археологических свидетельствах, является теория «Происхождения с о. Тайвань», которая утверждает, что сами австронезийцы Тайваня были потомками неолитических цивилизаций на реке Янцзы культуры Льянжу, они начали мигрировать на Филиппины около 4000 до н. э., вытеснив ранее существовавших здесь поселенцев. В период неолита на островах существовала «культура Джейд», об этом свидетельствуют десятки тысяч изысканно сделанных нефритовых артефактов, найденных на Филиппинах, которые датируют 2000 г. до н. э.
Культура обработки нефрита, как утверждают, возникла на Тайване в VII тыс. до н. э., откуда распространилась в юго-восточной части материковой Азии. То, что эти артефакты были найдены на островах архипелага, свидетельствует о том, что в доисторический период существовало общение между населением архипелага и другими странами юго-восточной Азии. В 1000 г. до н. э. население архипелага можно разделить на 4 группы: племена охотников-собирателей, воинствующие племена, жители высокогорной местности, которых называют плутократами, и портовые князья.

### Древнее время
Начиная с V века на территории современных Филиппин сформировалась цивилизация, основанная на смешении различных культур и народностей. Коренное население островов, широко известное как негритосы аэта, преодолели доисторические земли и материковые ледники и, в конце концов, поселились в пышных лесах островов. Позднее через Тайвань на острова прибыли говорящие на австронезийских языках переселенцы из Южного Китая. Китайские купцы прибыли в VIII веке. Принадлежавшие в VII—XVII веках индо-малайским морским королевствам, для европейской (западной) цивилизации Филиппины были открыты Фернаном Магелланом в 1521 году.
XIV век — высадка арабов. Ко времени прибытия первых европейцев на севере островов (на территории нынешней Манилы) правили раджи, которые в силу исторических условий платили дань государствам Юго-Восточной Азии, а именно королевству Шривиджая. Однако по существу Филиппинские острова уже тогда являлись самодостаточными и обладали собственным внутренним управлением.

### Испанский период (1521—1898)
- 1521 — испанская экспедиция во главе с Фернаном Магелланом высаживается на Филиппинах.
- 1565 — 27 апреля испанский конкистадор Мигель Лопес де Лагаспи в сопровождении четырёхсот вооружённых солдат прибыл на острова и основал Сан-Мигель — первое испанское поселение. Острова с 1543 стали называться Филиппинами в честь испанского принца, а позже короля Филиппа II. Территория подчинялась вице-королю Новой Испании. Установлено морское сообщение Акапулько-Манила. Широкое распространение получили испанский язык и католицизм, за исключением южных мятежных островов, населённых мусульманами.
- В 1762 году после жестокой битвы Манилу захватили колониальные войска Великобритании, однако на следующий год она была возвращена Испании. В конце века активизировалось сепаратистское движение: против Испании были настроены мусульмане и местная китайская диаспора.
- К XIX веку появилась прослойка из говорящих на испанском католиков-филиппинцев, креолов и метисов, которые стали лидерами борьбы за независимость. Хосе Рисаль, самый знаменитый пропагандист, был арестован и казнён в 1896 году за подрывную деятельность. Вскоре после этого началась Филиппинская революция, руководимая обществом «трёх К» (филипп. Kataastaasan at Kagalang Katipunan ng mga Anak ng Bayan), или «Катипунан», — тайное революционное общество, основанное Андресом Бонифасио и позднее возглавляемое Эмилио Агинальдо. Революционерам почти удалось изгнать испанцев к 1898.

На протяжении почти всего правления испанцев на Филиппинах вспыхивали восстания, которые не завершались успехом.

### Американский период (1898—1946)
В 1898 году после Испанско-американской войны Испания передала Филиппины, Кубу, Гуам и Пуэрто-Рико Соединённым Штатам Америки за 20 миллионов долларов в соответствии с Парижским мирным договором 1898 года. 12 июня 1898 года филиппинцы во главе с Эмилио Агинальдо провозгласили себя независимыми от Испании. Это привело к войнам с повстанцами и революции во время Филиппино-американской войны, которая официально закончилась в 1902 году, несмотря на то, что единичные сражения продолжались до 1913 года. В 1903 году главнокомандующий повстанческого войска Макарио Сакай был объявлен президентом непризнанной Тагальской республики.
Филиппинские острова стали зависимой территорией США с собственным правительством, имевшим ограниченные полномочия (Содружество Филиппин). В 1935 году Содружество Филиппин получило статус автономии в рамках США. В то время как Филиппины были автономией, от Филиппин был послан невыборный представитель в нижнюю палату конгресса США, таким же образом в настоящее время поступают округ Колумбия, Гуам, Пуэрто-Рико и Американские Виргинские острова.
Во время Второй мировой войны Филиппины были оккупированы Японией.

### Независимые Филиппины
Фактически Филиппинам была окончательно предоставлена независимость в 1946 году.
Последующий период был омрачён послевоенными проблемами. Волнения граждан в 1986 году, получившие название жёлтая революция, привели к свержению не пользующейся признанием диктатуры Фердинанда Маркоса. На данный момент возникают трудности из-за восстаний маоистов (см.: Коммунистическая партия Филиппин) и троцкистов (см.: Революционная рабочая партия Филиппин и Революционная рабочая партия Минданао), а также мусульманского сепаратизма (см.: Фронт национального освобождения моро, Исламский фронт освобождения моро, Группа Абу Сайяфа).

### Современная история
30 июня 2016 года президентом страны стал Родриго Роа Дутерте. В 2022 году его сменил Фердинанд Ромуальдес Маркос, получивший большинство голосов на выборах. Новый президент является сыном Фердина́нда Ма́ркоса, бывшего президентом Филиппин в 1965—1986 годах.

## Население

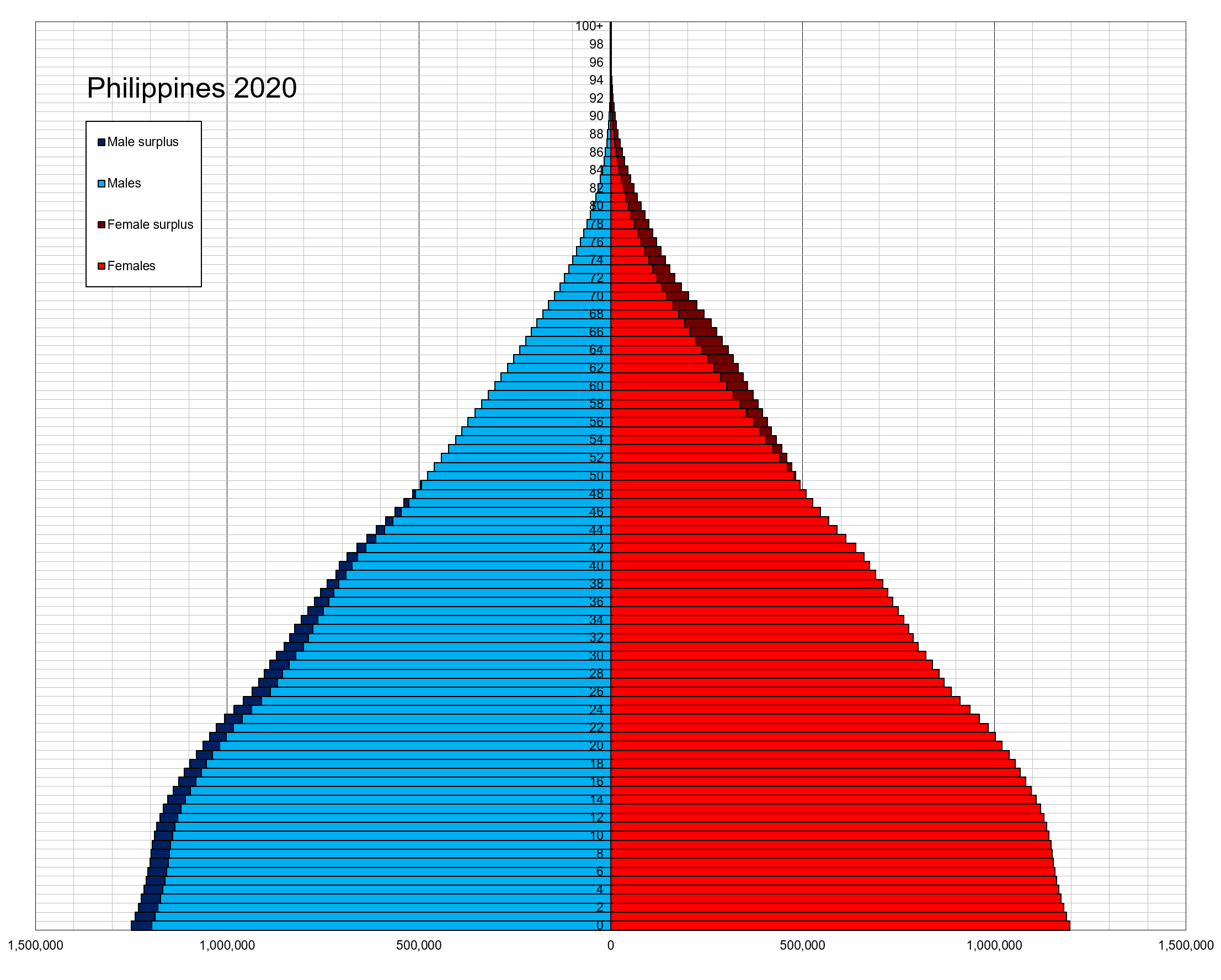
Возрастно-половая пирамида населения Филиппин на 2020 год

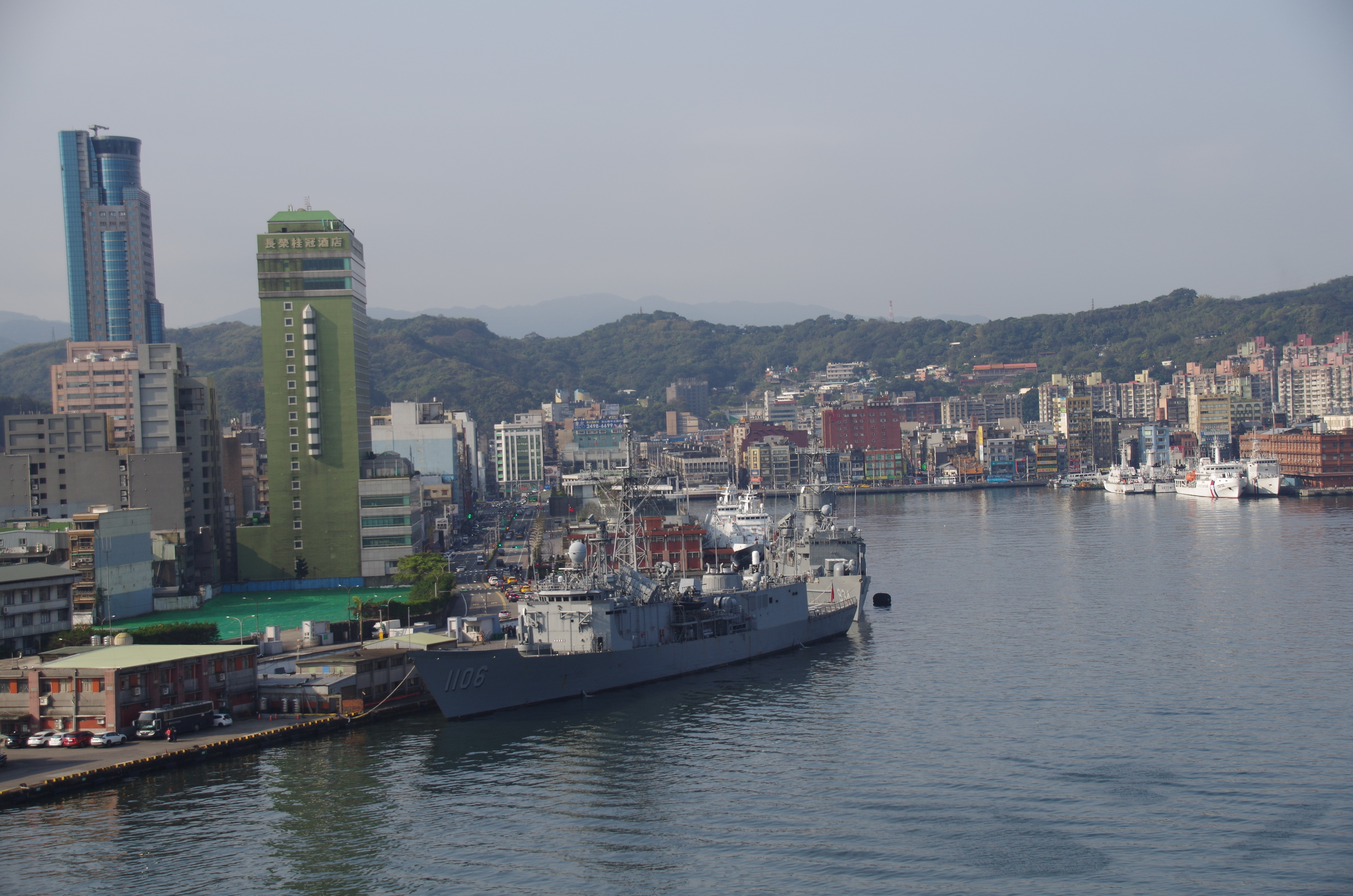
Манила — столица страны

- Численность населения оценка на 2022 год — 114 597 229 человек (13-е место в мире)[10].
- Годовой прирост оценка на 2022 год — 1,6 % (62-е место в мире)[10].
- Фертильность оценка на 2022 год — 2,78 рождений на женщину (58-е место в мире)[10].
- Рождаемость оценка на 2022 год — 22,28 на 1000 (57-е место в мире)[10].
- Смертность оценка на 2022 год — 6,41 на 1000 (140-е место в мире)[10].
- Младенческая смертность оценка на 2022 год — 22,23 на 1000 (73-е место в мире)[10].
- Средняя ожидаемая продолжительность жизни оценка на 2022 год — 70,14 лет, у мужчин — 66,6 лет, у женщин — 73,86 лет[10].
- Грамотность оценка на 2019 год — 96,3 %, у мужчин — 95,7 %, у женщин — 96,9 %[10].
- Городское население оценка на 2022 год — 48 %[10].

Этнический состав: тагалы — 24,4 %, висайя/бинисайя — 11,4 %, себуано — 9,9 %, хилигайнон/илокано — 8,8 %, бикол — 6,8 %, вараи — 4 %, другие — 26,2 % (оценка на 2010 год).
На Филиппинах проживают иностранцы, среди которых китайские филиппинцы являются наиболее многочисленными: два миллиона чистых китайцев и китайско-филиппинские метисы составляют 20 % населения. Согласно исследованию выборок кладбищ, европейские филиппинцы (в основном испанцы) составляют 7 % филиппинского населения. С другой стороны, латиноамериканцы (прежде всего, мексиканцы) и представители их смешанного происхождения составляют 12,7 % населения. Индийцы составляют 3 % населения.. На Филиппинах также проживают 300 000 американцев из США, а также 250 000 американцев смешанного филиппинского происхождения, живущих в Маниле, Анхелесе и Олонгапо.
Филиппины в настоящее время являются одним из основных экспортёров рабочей силы в США, Канаду, Японию и Австралию.
В стране два официальных языка — пилипино (на основе тагальского) и английский.

### Города
20 крупнейших городов Филиппин:

### Языки

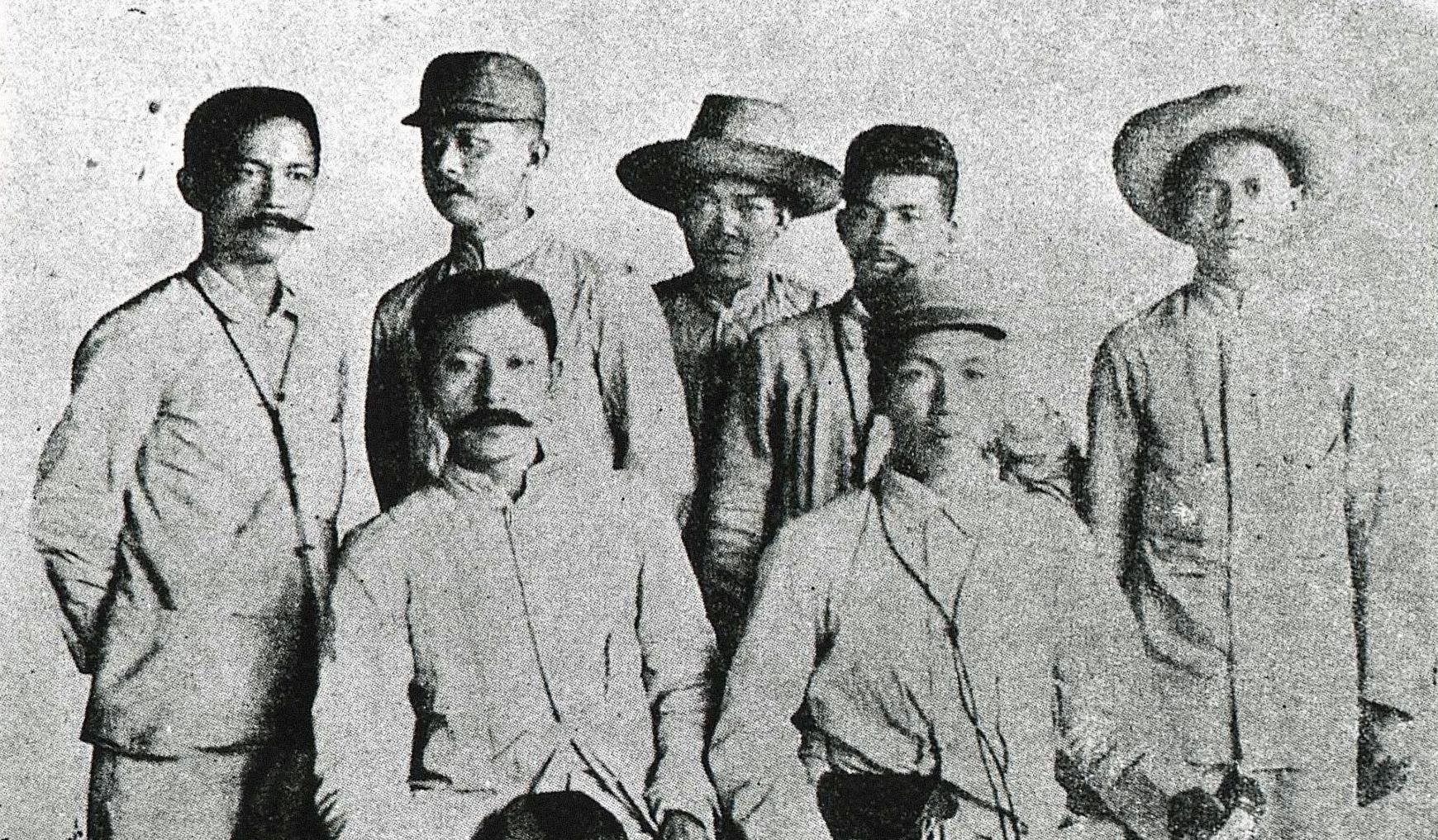
Тагалы

Государственный язык — тагальский (тагалог, или пилипино), а именно его кодифицированная разновидность со значительным количеством заимствований из английского и испанского языков — филиппинский язык. Он является преимущественно первым для жителей Манильской агломерации. 12 ноября 1937 года первая Национальная ассамблея Филиппин приняла закон о создании Национального языкового института для изучения и рассмотрения всех местных диалектов с целью избрания того, который послужит основой национального языка Филиппин. Вскоре институт посоветовал избрать тагальский язык в качестве основы национального языка. Уже 31 декабря 1937 года президент Мануэль Кесон объявил язык, основанный на тагальском, национальным языком Филиппин.
Большинство населения говорит на филиппинских языках австронезийской семьи, наиболее распространённые из которых — тагальский, себуано, илокано, бикольский, хилигайнон, пангасинанский, капампанганский, варай-варай. Значительная часть населения владеет английским языком. Распространены также испанский (3 %), испанско-креольский язык чабакано (1 %), арабский и китайский. Испанский язык на Филиппинах свыше трёх столетий (1571—1898) был единственным письменным языком страны, однако из-за крайней удалённости Испании он так и не стал родным для основной массы местного населения. Испано-американская война 1898 года завершилась переходом Филиппин под контроль США. Тем не менее испанский язык сохранял традиционную функцию лингва франка в стране до начала 1950-х годов, после чего американское правительство стремилось заменить его английским. Сначала испанский язык утратил свой официальный статус по конституции 1973 года, а затем перестал изучаться в школах как обязательный предмет после 1986 года, вернувшись в школьную программу как обязательный только в 2008 году. Более того, все автохтонные языки Филиппин, в том числе и главный среди них — филиппинский — сохраняют значительные пласты испанской лексики, которая составляет до 40 % их словарного запаса. Английский язык на Филиппинах употребляется широко, особенно в науке, образовании, прессе.

### Религия
Католицизм исповедует 80,6 % населения, протестантизм — 8,2 %, другие христианские религии — 3,4 %, ислам — 5,6 %, около 2 % филиппинцев придерживается традиционных верований, 1,9 % — других религий (индуизм, иудаизм, бахаизм) (2010).

## Экономика
Экономика Филиппин находится на 33-м месте в мире, по оценке МВФ ВВП Филиппин в 2016 году составляет 310,312 миллиарда долларов США. Филиппины в основном экспортируют полупроводники и электронику, транспортные средства, одежду, изделия из меди, нефтепродукты, кокосовое масло и фрукты. Филиппины торгуют, в основном, с США, Японией, Китаем, Сингапуром, Южной Кореей, Нидерландами, Гонконгом, Германией, Тайванем и Таиландом. Национальной валютой Филиппин является филиппинское песо.
Филиппины являются молодой индустриальной страной, которая переходит с экономики, основанной на сельском хозяйстве на экономику, основанную на производстве и сфере услуг. В стране примерно 40 813 000 человек трудоспособного возраста, в сфере сельского хозяйства занято примерно 30 % из них, сельское хозяйство приносит примерно 14 % ВВП. В промышленном секторе занято около 14 % рабочих, промышленный сектор приносит около 30 % ВВП, в то время, как 47 % людей трудоспособного возраста занято в сфере обслуживания, что приносит 56 % ВВП.
На 14 декабря 2014 года безработными были 6 % людей трудоспособного возраста. Уровень инфляции составляет 3,7 %. Валовые международные резервы по состоянию на октябрь 2013 года составляли 83 миллиарда долларов США. Величина внешнего долга к ВВП продолжает снижаться, в марте 2014 года она составляла 38,1 %, в то время как в 2004 году она составляла рекордную цифру 78 %. Страна является чистым импортёром.
После Второй Мировой Войны Филиппины по состоянию экономики были на втором месте после Японии среди стран Юго-Восточной и Восточной Азии. Однако, в 1960-х годах другие страны начали обгонять Филиппины. Во времена правления президента Фердинанда Маркоса происходил застой в экономике и политическая нестабильность. Экономический рост страны замедлился, наблюдались периоды экономического спада. Только в 1990-х годах в связи с проведением программы либерализации экономики началось её восстановление.
В 1997 году на экономику Филиппин сильно повлиял финансовый кризис в Азии, что привело к падению фондового рынка Филиппин и падению стоимости песо. Однако кризис повлиял на Филиппины не так сильно, как на её азиатских соседей. Это было обусловлено главным образом консерватизмом правительства в финансовой сфере, а после того, как за экономикой 10 лет наблюдал МВФ экономический рост Филиппин ускорился. Появились признаки прогресса. В 2004 году ВВП вырос на 6,4 %, а в 2007 на 7,1 %, эти показатели выше, чем в три предыдущие десятилетия. Средний годовой прирост ВВП в период 1966—2007 был на уровне 1,45 %, для сравнения, в странах Южной Азии и Тихоокеанского региона он составлял примерно 5,96 %. Заработок в день 45 % филиппинцев составляет примерно 2 $.
Денежные переводы филиппинцев, которые работают за рубежом, своим родственникам превосходит иностранные инвестиции в экономику Филиппин. Денежные переводы достигли своего пика в 2010 году, когда в страну было переведено 10,4 % от ВВП, в 2012 и 2014 годах переводы составляли около 8,6 % от ВВП, в среднем в год из-за границы в страну переводится около 28 миллиардов долларов США. Региональное развитие происходит неравномерно, регион Метро Манилы, в частности, развивается значительно быстрее других регионов, правительство предпринимает шаги стимулирования инвестиций в другие регионы страны. Даже несмотря на ограничения, сферы услуг, такие как туризм и аутсорсинга бизнеса считают лучшими сферами экономического роста страны.
Goldman Sachs включил страну в свой список «Одиннадцати» экономик, однако в нём Филиппинам предшествуют Китай и Индия. Goldman Sachs считает, что к 2050 году филиппинская экономика будет на 20-м месте в мире. HSBC считает, что к 2050 году Филиппины будут на 16 месте в мире, на 5-м месте в Азии и на 1-м месте в Юго-Восточной Азии по экономическому развитию. Филиппины является членом Всемирного банка, Международного валютного фонда, Всемирной торговой организации (ВТО) и Азиатский банк развития.
На Филиппинах нет единой минимальной заработной платы, она отдельно устанавливается по провинциям и видам экономической деятельности. По состоянию на 2019 год минимальный размер оплаты труда варьирует от 270 песо (5,18 долл.) в день в сельскохозяйственном секторе в регионе Илокос до 537 песо ($10,30).
Преимущества: открытость для иностранных инвесторов. Растущая производительность в сельском хозяйстве. Экспорт бананов и ананасов. Значительные денежные переводы от граждан, работающих за границей.
Слабые стороны: проблемы с энергетикой ограничивают возможности развития. Неразвитая инфраструктура. Из-за малого объёма денежных сбережений граждан зависимость от иностранных финансовых средств. Малопродуктивное натуральное хозяйство.
Сегодня Филиппины — аграрно-индустриальная страна. Наиболее развиты отрасли промышленности: электронная, текстильная, химическая, деревообрабатывающая, пищевая, фармацевтическая. Сельское хозяйство включает в себя рыболовство и лесоводство. Филиппины — крупнейший экспортёр кокосовых орехов, бананов, риса и ананасов. Важнейшие торговые партнёры — США, Тайвань, Германия, Япония, Гонконг. В стране довольно неплохо развита транспортная инфраструктура — автодороги, речной и морской транспорт, есть железные дороги. Крупнейшие порты страны: Давао, Манила и Себу.

## Культура

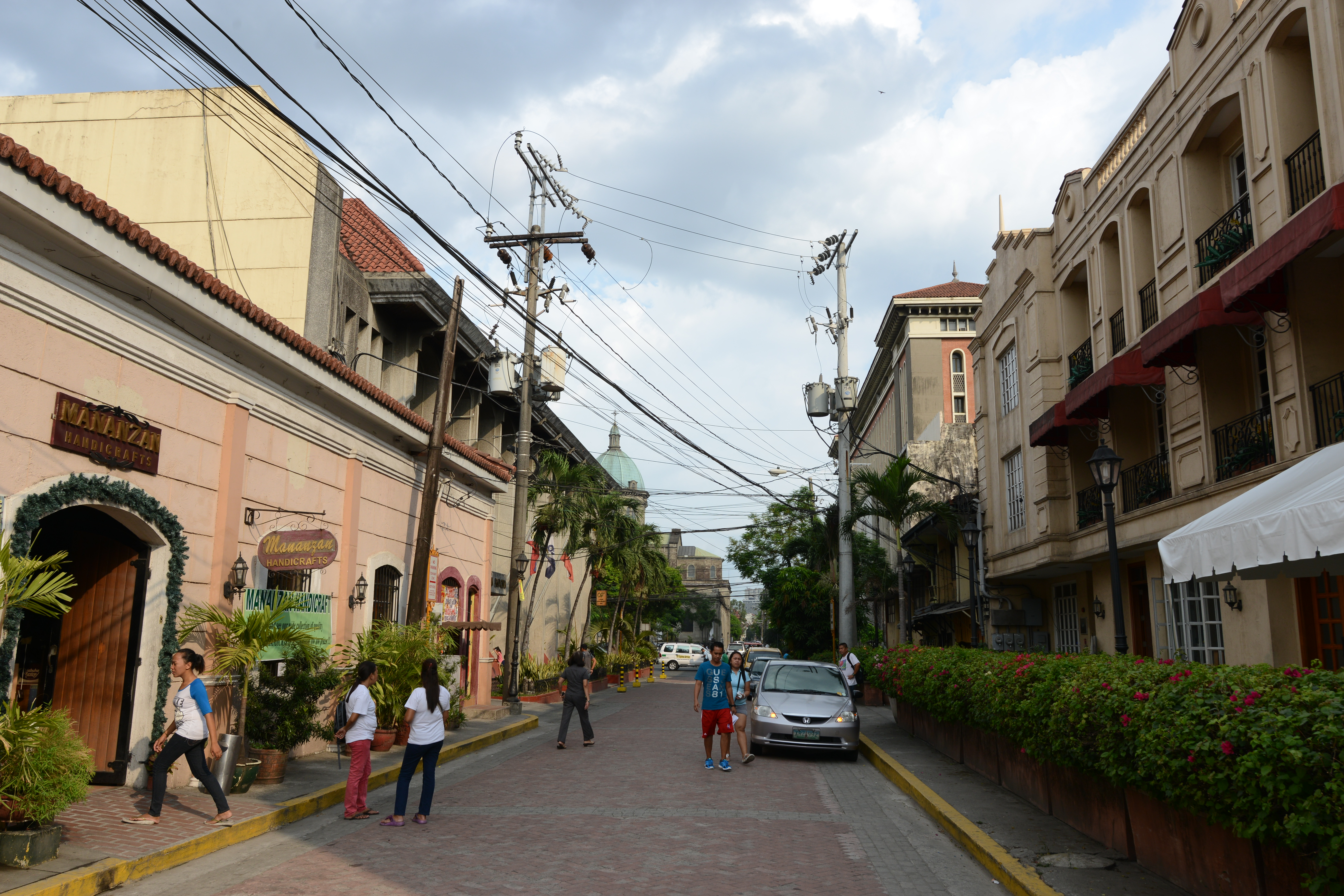
Здания колониальных времён в Маниле

Культура Филиппин включает в себя элементы восточных и западных культур. Она включает в себя элементы культур разных азиатских стран, а также Испании и Америки.
Традиционные праздники, известные как Баррио фиестас (районные фестивали), которые проводятся в память о святых покровителях, они являются всеобщими. Эти праздники — время для пиршества, музыки и танцев, Фестивали Моноринес и Синулог являются наиболее известными.
Некоторые традиции, однако, меняются или постепенно забываются. Группа Баянских национальных танцев Филиппин представляет разные традиционные танцы. Она является наиболее известной из-за того, что она танцует танцы тинилинг и сингкил, которые танцуются с бамбуковыми палками.

### Последствия американской и испанской колонизации
Одним из наиболее заметных компонентов испанского наследия является преобладание испанских имён и фамилий среди филиппинцев, однако испанское имя и фамилия не обязательно означает испанское происхождение. Эта особенность уникальна среди людей Азии, она возникла в результате указа колониального генерал-губернатора Нарцисо Клавериа Залдуа, в котором говорилось о распространении испанских фамилий и испанских обычаев среди населения Филиппин. Названия многих улиц, городов и провинций также испанские. Испанская архитектура также оставила свой отпечаток на Филиппинах, многие города были спроектированы вокруг центральной площади или площади Пласа Майор, однако многие из зданий, построенных по испанским обычаям, были разрушены во время Второй мировой войны. Однако некоторые такие здания остались, в основном, это церкви, правительственные здания и университеты. Четыре филиппинские церкви в стиле барокко включены в список объектов Всемирного наследия ЮНЕСКО, это церковь святого Августина в Маниле, церковь в Паоае (провинция Северный Илокос), церковь Нуэстра Сеньора-де-ла-Асунсьон (святой Марии) в Южном Илокосе и церковь Санто-Томас-де Вильянуэва в Илоило.
Виган также является одним из самых известных сохранившихся строений в испанском стиле. В Илоило также можно увидеть множество колониальных зданий, построенных во время американской оккупации. Таких зданий коммерческого назначения той эпохи имеется очень много, особенно в Калле Реал.
Тем не менее, в некоторых районах страны, таких как Батанес, нет значительных различий в образе жизни, там имеется смешанное влияние Испании и Филиппин, здания там построены из известняка и кораллов. Замки Идъянгс и Иватан были основными защитными сооружениями Филиппин до испанского завоевания.
Всеобщее использование английского языка является примером американского влияния на филиппинцев. Это способствует восприятию современной американской культуры. Это проявляется в любви филиппинцев к столовым быстрого питания и американскому кино и музыке. Столовые быстрого питания можно найти на углах многих улиц. Американские столовые быстрого питания появились на Филиппинах, однако они не смогли вытеснить местные столовые, такие как Голдилокс и Джоллиби.

### Танец
Так же как и музыка Филиппин, которая непрерывно изменяется, филиппинский танец также находится в непрерывном изменении. В доколониальные времена на Филиппинах существовало огромное количество разнообразных танцев, которые имелись в большом количестве в разных племенах. Это говорит о том, что на Филиппинах развито большое количество разнообразных танцев. До прихода испанцев танец племён на островах Лузон и Визаян был очень похож. На острове Минданао танец имеет значительные черты танца мусульманских народов, на острове Замбоанга испанцы оказали на танец минимальное влияние.
Танец Филиппинцы используют в ритуалах, он отражает различные периоды жизни человека. Во время испанского владычества большинство танцев сопровождались музыкой рондалая, которая обычно играется на 14-ти струнных бандурриях, этот и другие струнные инструменты появились и получили широкое распространение на Филиппинах.
Хорошо известный на Филиппинах танец тиниклинг сопровождается игрой группы Рондалая и танцуется с двумя бамбуковыми палками. Он обычно начинается со сцены, в которой обычные сельские жители смеются. В конце танца бамбуковые палки скрещиваются. Бамбуковые палки также используются в танце с оттенками мусульманского танца — Сингкил. На сегодняшний день танцы очень разнообразны и варьируются от утончённого балетного танца до стритбрэйкданса.

### Кухня
Филиппинская кухня развивалась на протяжении нескольких столетий, вобрав в себя элементы азиатских, малайско-полинезийской, китайской в частности, кухонь Испании и Америки, адаптировав их к местным ингредиентам, так сформировались национальные филиппинские блюда. Блюда варьируются от очень простых, как, например, жареная рыба с рисом, до довольно сложных, таких как паэлья и коцидос, которые готовят на фиесту.
Популярными блюдами являются: лечон, адобо, синиганг, каре-каре, тапа, криспи пата, панцит, люмпиа и хало-хало. В приготовлении пищи используют следующие ингредиенты, которые можно найти на Филиппинах: каламондин, кокосы, саба (зелёные бананы), манго, ханос и рыбный соус. Филиппинцы предпочитают, как правило, стойкие ароматы, но кухня не столь пряная, как у их соседей.
В отличие от некоторых азиатских стран, филиппинцы не едят палочками, они используют западные столовые приборы. Рис является основным продуктом питания в филиппинской кухне. Есть большое количество разнообразных рагу и основных блюд с бульоном, возможно, поэтому там популярны в качестве столовых приборов ложка и вилка, а не нож с вилкой.
Традиционный способ еды руками, известный как камаян (используется чистая правая рука, которой пища подносится ко рту), ранее был чаще распространён в сельской местности. Однако из-за большого количества филиппинских ресторанов, которые ввели камаян, он быстро стал популярным. По этой же причине стал популярным способ принятия пищи под названием «Будле файт», который популярен в армии; при таком способе принятия пищи еда размещается на банановых листьях, с одного листа сразу едят несколько человек.

### Игры
Традиционные филиппинские игры, такие как люксонг, бака патиентеро, пико, и тумбанг пресо по-прежнему широко распространены среди молодёжи. Сунгка является традиционной филиппинской настольной игрой. Карточные игры популярны во время проведения фестивалей, некоторые из них, такие как пусоу и тонгитс, являются незаконными азартными играми. В некоторых филиппинских населённых пунктах играют в маджонг.
Сабонг или петушиный бой является ещё одним популярным развлечением среди филиппинских мужчин, он существовал задолго до прихода испанцев. Первое описание этого времяпровождения, которое сделал Антонио Пигафетта, хронист Магеллана, относится к королевству Тайтау. Йо-йо является популярной игрушкой на Филиппинах, её создал в современной форме Педро Флорес, название происходит из языка ллокано.

## Средства массовой информации
Средства массовой информации вещают, главным образом, на филиппинском и английском языке. СМИ используют и другие филиппинские языки — в частности, визаянские языки, на которых ведутся передачи (главным образом, на радио, которое доступно даже на самых отдалённых регионах страны). Наибольшим спросом пользуются телевизионные сети ABS-CBN, GMA и TV5, также широко распространено радио.
Государственная телекомпания — PTV (People’s Television Network — «Сеть народного телевидения»), включает в себя одноимённую телесеть, государственная радиокомпания — PBS (Philippine Broadcasting Service — «Филиппинская радиовещательная служба»), включает в себя радиосети Radyo ng Bayan, Radyo Magasin, Business radio, Sports radio, Radyo Pilipinas.

## Образование

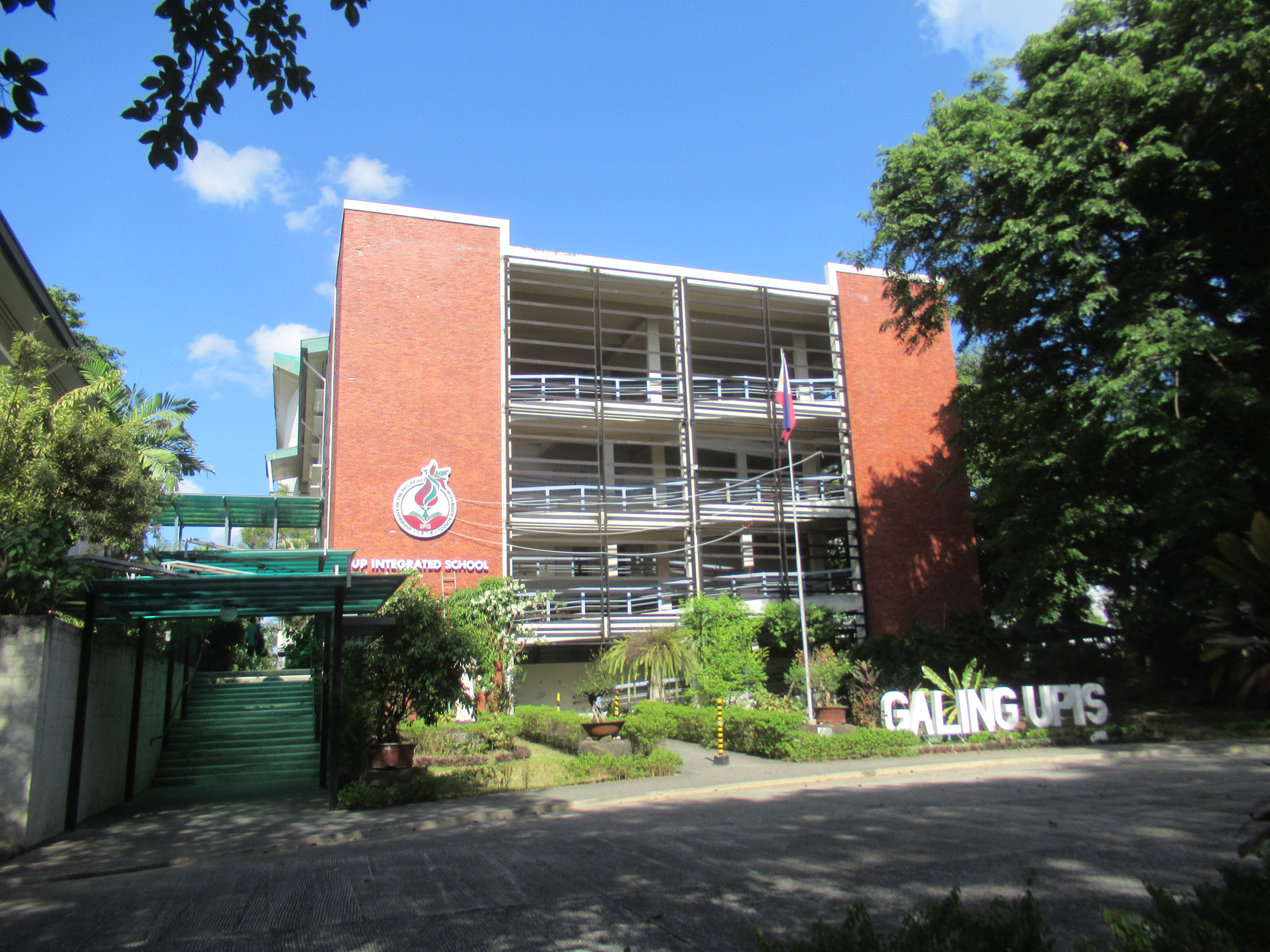
Филиппинский университет

На Филиппинах действует система базового образования K-6-4-2 — один год детского сада, шесть лет начального образования, четыре года неполного среднего образования и два года старшего среднего образования.

## Наука и искусство
На территории страны есть старая астрономическая обсерватория — Манильская обсерватория. Основой задачей обсерватории в XIX веке было предсказание тайфунов. Национальным филиппинским танцем является Тиниклинг.
Филиппины постоянно вкладывают деньги в развитие своей науки и техники. На Филиппинах созданием и воплощением в жизнь проектов по развитию науки и техники занимается Департамент науки и техники. Страна поощряет учёных, внёсших вклад в развитие науки и техники Филиппин, премиями. Известные Филиппинские учёные в области пищевых технологий, среди которых была Мария Ороса, разработали рецепт таких блюд как «каламанси нип», «соялак» и «банановый кетчуп».
Фе дел Мундо — филиппинский педиатр, который известен своим фундаментальным трудом по педиатрии, Пауло Кампос — врач, которого называют «отцом ядерной медицины» за его работы в этой области, Рамон Барба — садовод, который вывел сорт манго с большим количеством цветов на дереве.
В 1960 году был создан Международный научно-исследовательский институт по проблемам риса со штаб-квартирой в Лос-Банос, Лагуна, занимающийся селекцией новых сортов риса. В 1996 году Филиппины купили свой первый спутник Agila-1. В 2016 году Филиппины запустили свой первый микроспутник Diwata-1, а после него — 5 других.

## Туризм

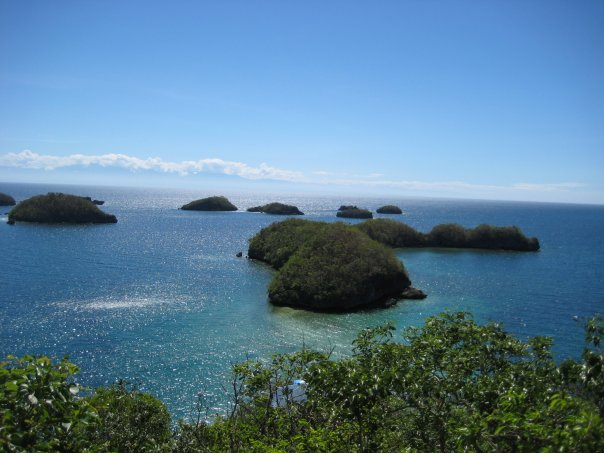
Национальный парк «Сто Островов»

Один из крупнейших городов Филиппин — Манила, находится на острове Лусон. Она является столицей государства, главным культурным и экономическим центром. Манила — центр конурбации Большая Манила, с населением 12 млн человек. В её состав входят такие крупные города, как Кесон-Сити, Калоокан и Пасай. В Маниле находится Национальный музей Филиппин, музей естественной истории и антропологии Санто-Томас, музей искусства Метрополитен. В историческом центре Интрамурос — укрепления, церкви, дома XVI—XVIII веков, Ботанический сад. Туристам предлагаются обзорные экскурсии по Маниле, к озеру Тааль, организуются воздушные сафари и фольклорные шоу.
Филиппины знамениты своими пляжами и живописными коралловыми рифами. Самые известные туристические курорты располагаются в южной части архипелага на островах Боракай, Себу, Бохоль и Палаван. Туристам предлагается как пляжный отдых, так и более активный — круизы, дайвинг, сёрфинг.
Привлекательным и динамично развивающимся является остров Миндоро, который находится на севере Филиппинского архипелага и легко доступен из Манилы.
На островах находятся 35 национальных парков (крупнейший — Маунтс-Иглит — Бако), фаунистические резерваты и лесные заказники. Самые крупные и интересные для туристов — гора Апо, Тааль, Майон, Канлаон, располагающиеся на островах Лусон и Минданао.
Филиппины обладают достаточными рекреационными ресурсами, природными и социально-культурными. На сегодняшний день острова предлагают почти все виды туризма: пляжный, экстремальный, спортивный, экологический, познавательный, секс-туризм. Отрицательно на туризме сказывается политически нестабильная ситуация в стране, конфликты между мусульманской и христианской общиной. Кроме этого, муссонный климат и сезон дождей, длящийся более 6 месяцев, не способствуют развитию пляжного туризма.